# Красна (деревня)
Красна (тат. Красна) — деревня в Высокогорском районе Республики Татарстан, в составе Мульминского сельского поселения.

## География
Деревня находится на реке Красная, в 30 км к северо-востоку от районного центра — посёлка Высокая Гора.

## Этимология
Название деревни произошло от гидронима «Красная».

## История
Первоисточники упоминают о деревне с 1565-1567 годов, в том числе под названием Красная.
В сословном плане, в XVIII веке и вплоть до 1860-х годов жители деревни числились государственными крестьянами. Их основные занятия в этот период — земледелие и скотоводство.
В «Списке населенных мест по сведениям 1859 года», изданном в 1866 году, населённый пункт упомянут как казённая деревня Красная 1-го стана Казанского уезда Казанской губернии. Располагалась при речках Серде и Красной, по левую сторону Сибирского почтового тракта, в 43 верстах от уездного и губернского города Казань и в 26 верстах от становой квартиры во владельческой деревне Пермяки (Богородское). В деревне, в 17 дворах жили 156 человек (80 мужчин и 76 женщин), была мечеть.
В 1907 году в деревне была построена мечеть. В начале XX века в деревне действовали мечеть, 2 мелочные лавки. В этот период земельный надел сельской общины составлял 346,2 десятины.
До 1920 года деревня входила в Мульминскую волость Казанского уезда Казанской губернии. С 1920 года в составе Арского кантона ТАССР. С 10 августа 1930 года в Арском, с 10 февраля 1935 года в Высокогорском, с 1 февраля 1963 года в Арском, с 12 января 1965 года в Высокогорском районах.
В 1930 году в деревне организован колхоз «Нариман». С 1995 года коллективное предприятие «Татарстан», с 2000 года сельскохозяйственный производственный кооператив «Татарстан», с 2010 года общество с ограниченной ответственностью «Агрофирма «Татарстан».

## Население
| 1782 | 1859 | 1897 | 1908 | 1920 | 1926 | 1938 | 1949 | 1958 | 1970 | 1989 | 2002 | 2010 | 2017 |
| ---- | ---- | ---- | ---- | ---- | ---- | ---- | ---- | ---- | ---- | ---- | ---- | ---- | ---- |
| 37   | 156  | 292  | 346  | 346  | 329  | 254  | 194  | 155  | 114  | 66   | 62   | 62   | 51   |

Национальный состав села — татары.

## Экономика
Полеводство, животноводство.